# متروی لیسبون
متروی لیسبون (پرتغالی: Metropolitano de Lisboa) سیستم قطار شهری زیرزمینی در شهر لیسبون، پرتغال است که آمادورا و اودیولاس نیز متصل شده است.
این مترو که در تاریخ ۲۹ دسامبر ۱۹۵۹ تأسیس شده، دارای ۴ خط، ۵۰ ایستگاه و ۴۳٫۸ کیلومتر طول می‌باشد.

## نقشه

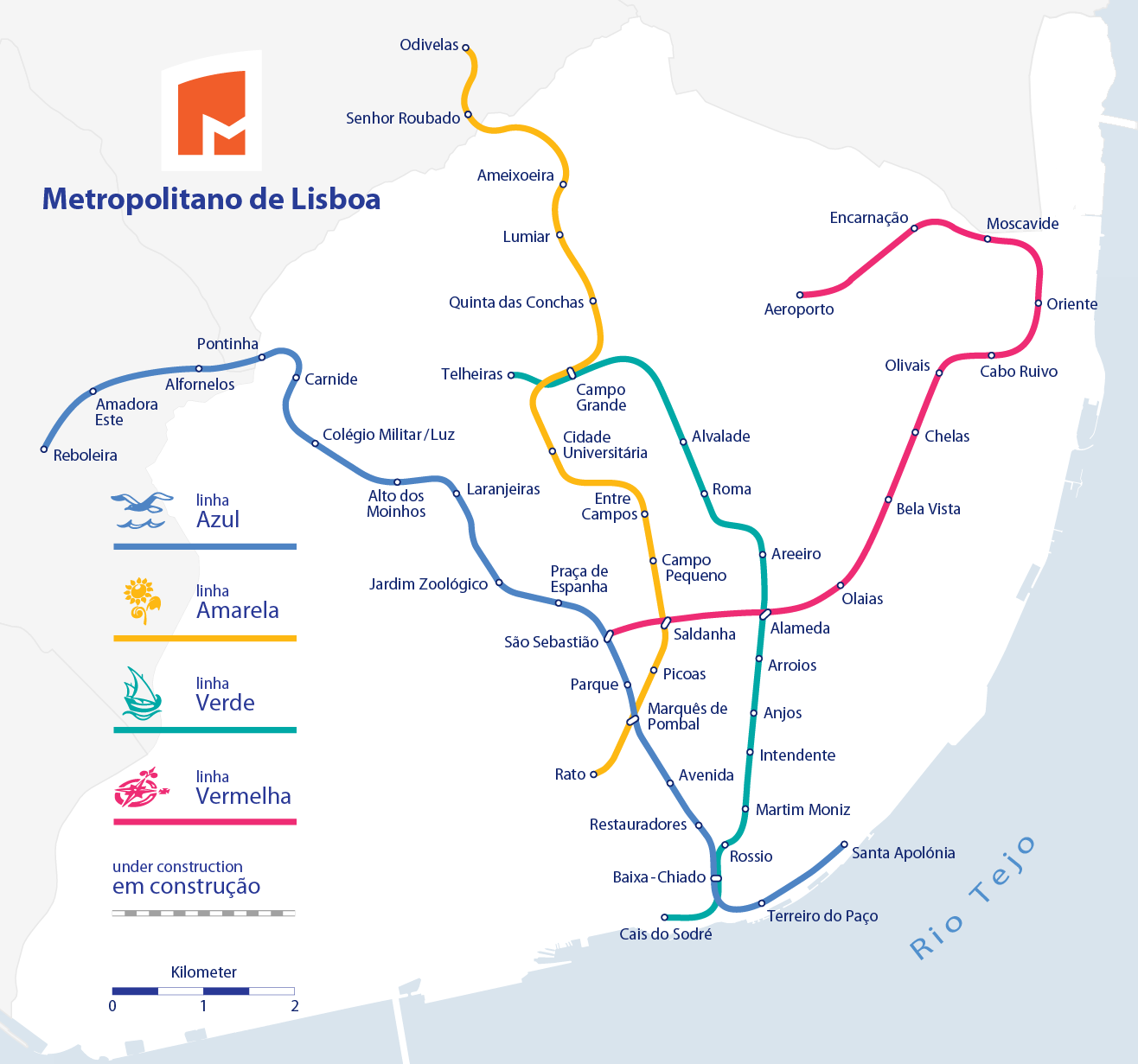
نقشه متروی لیسبون

## نگارخانه

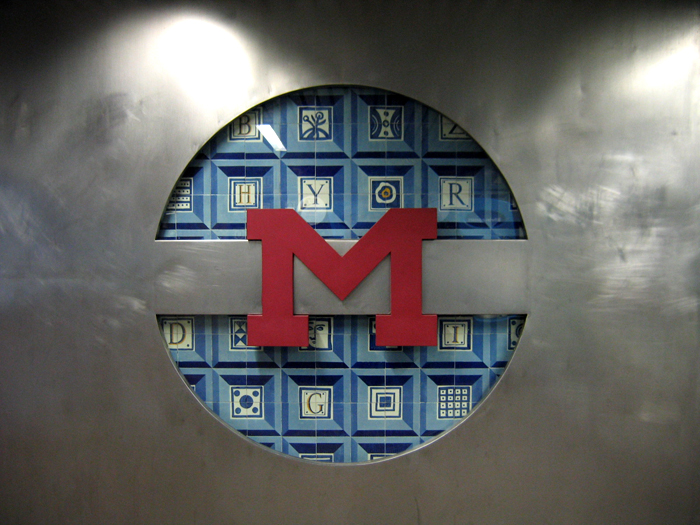
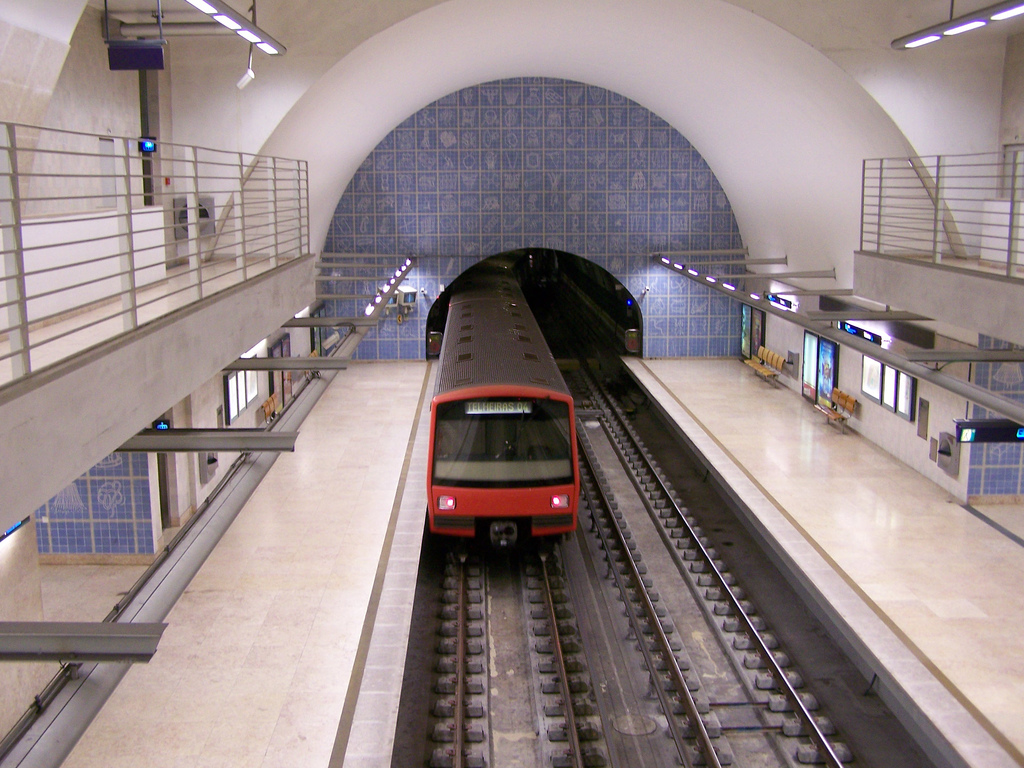
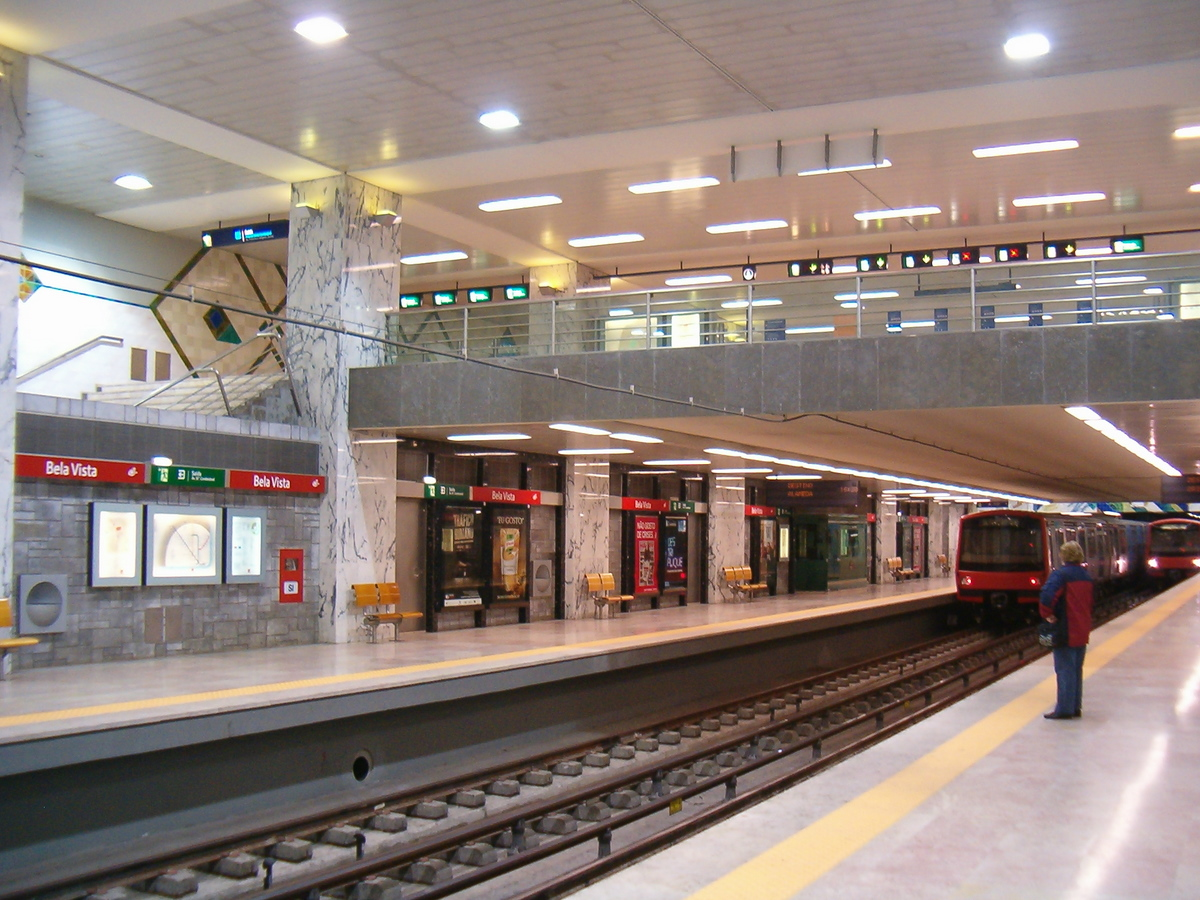
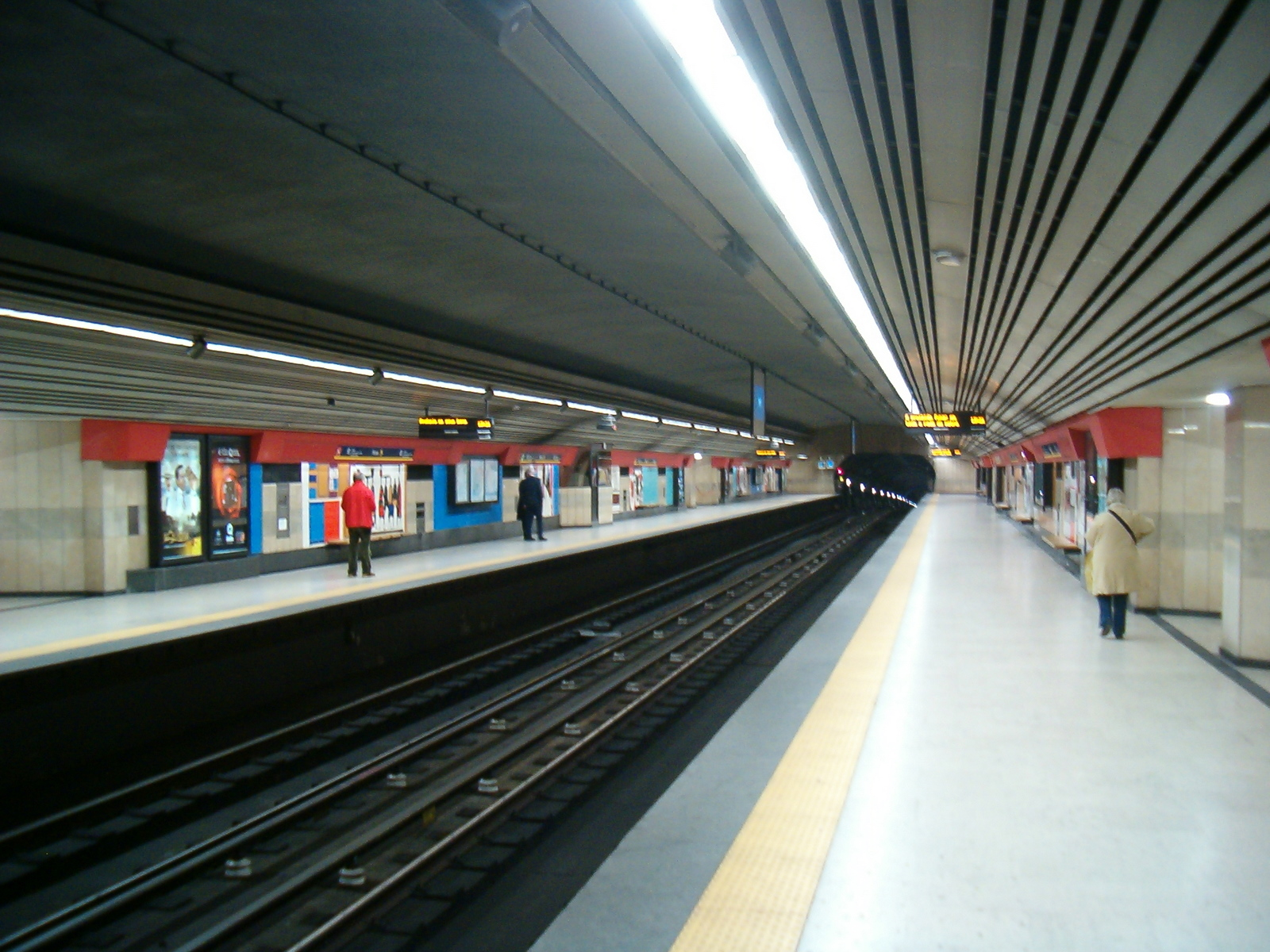
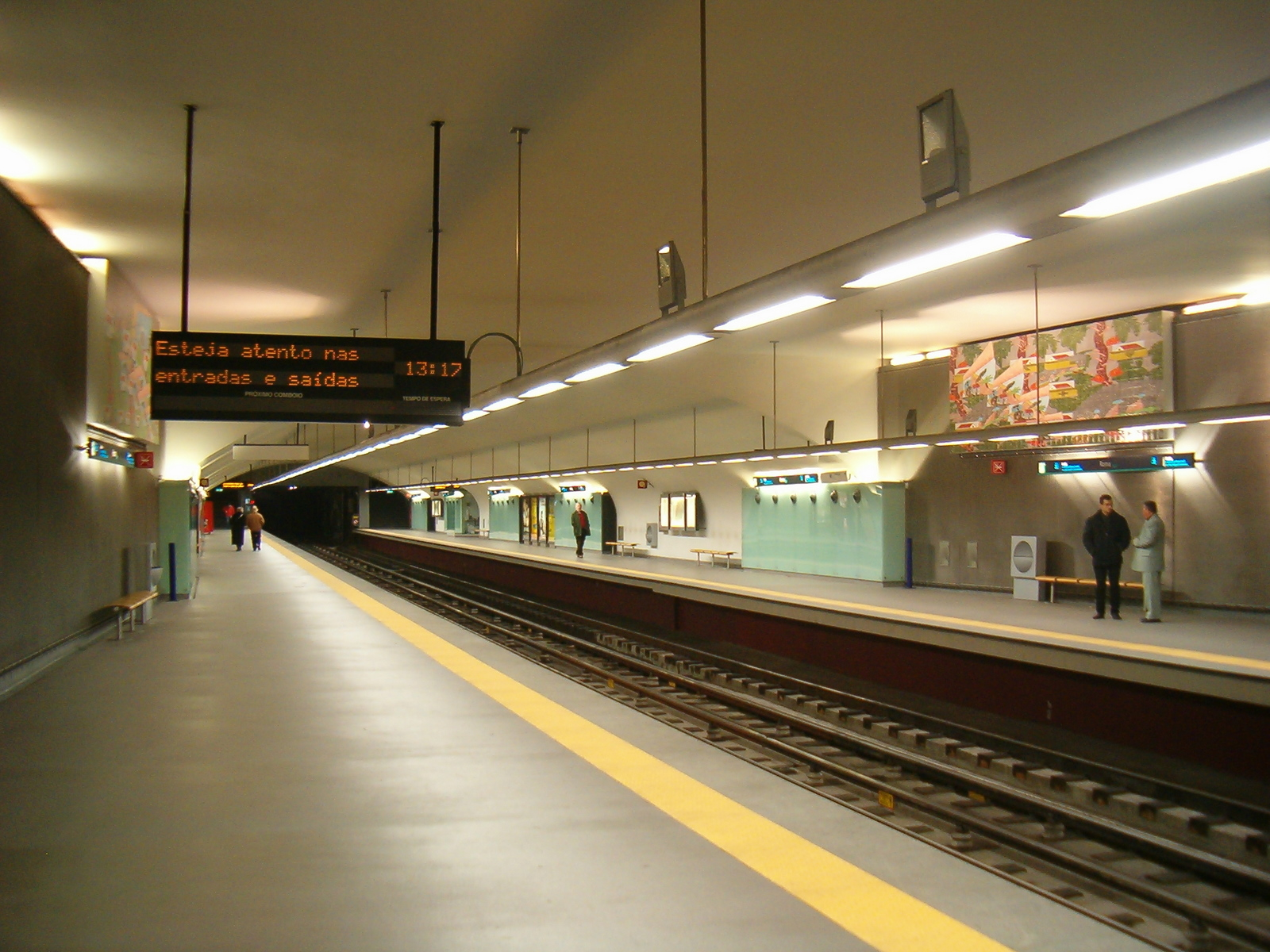
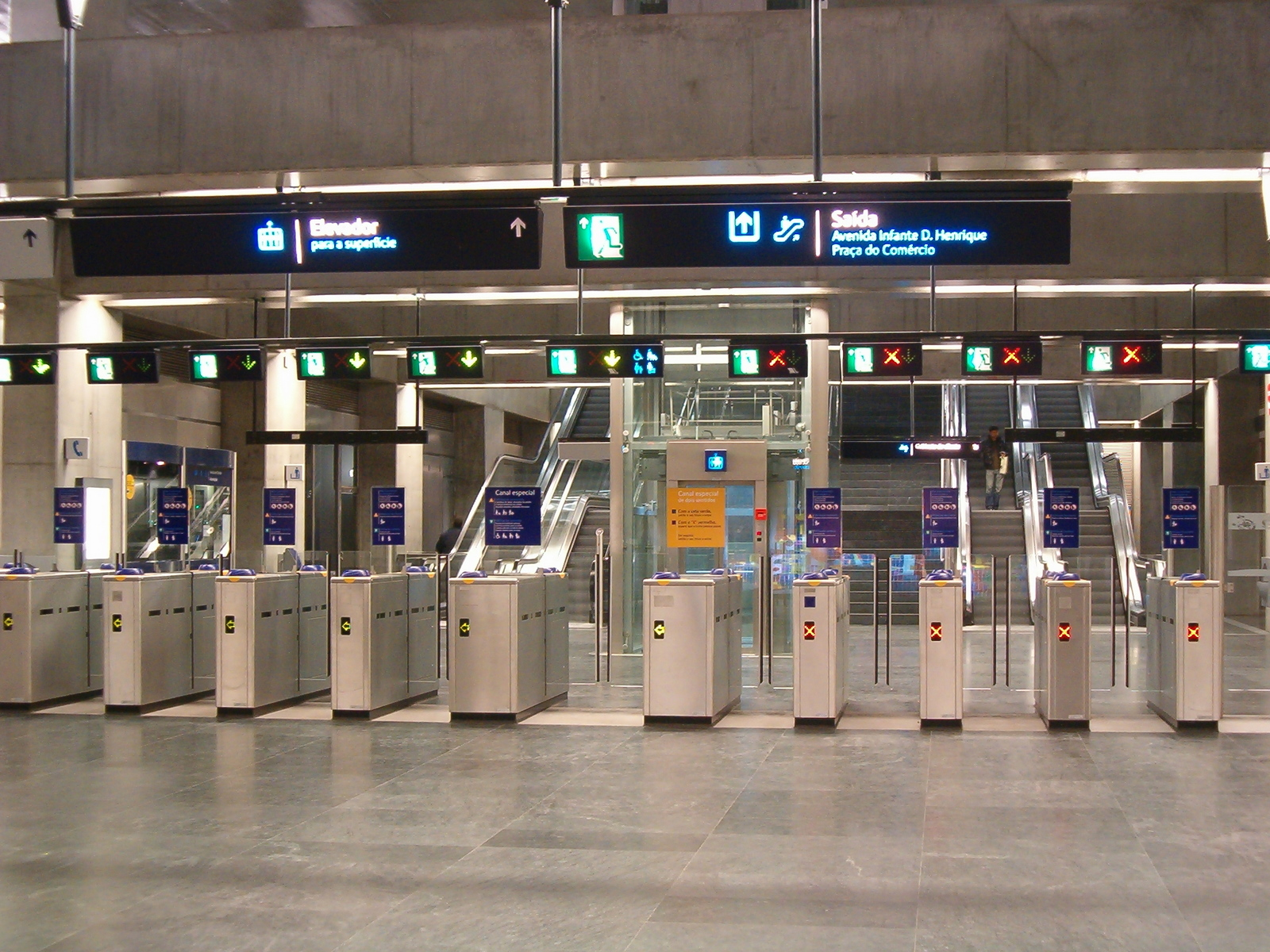
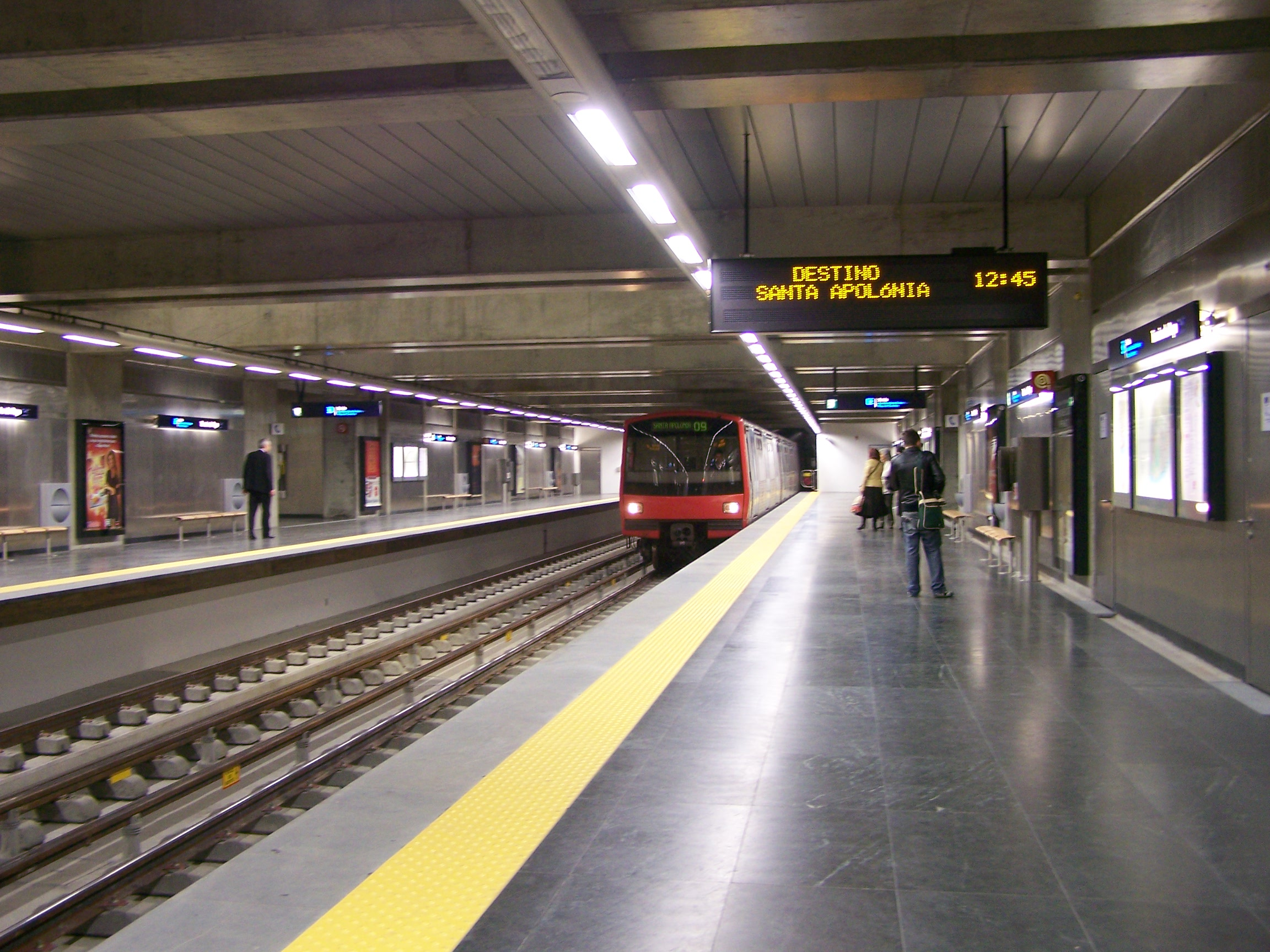
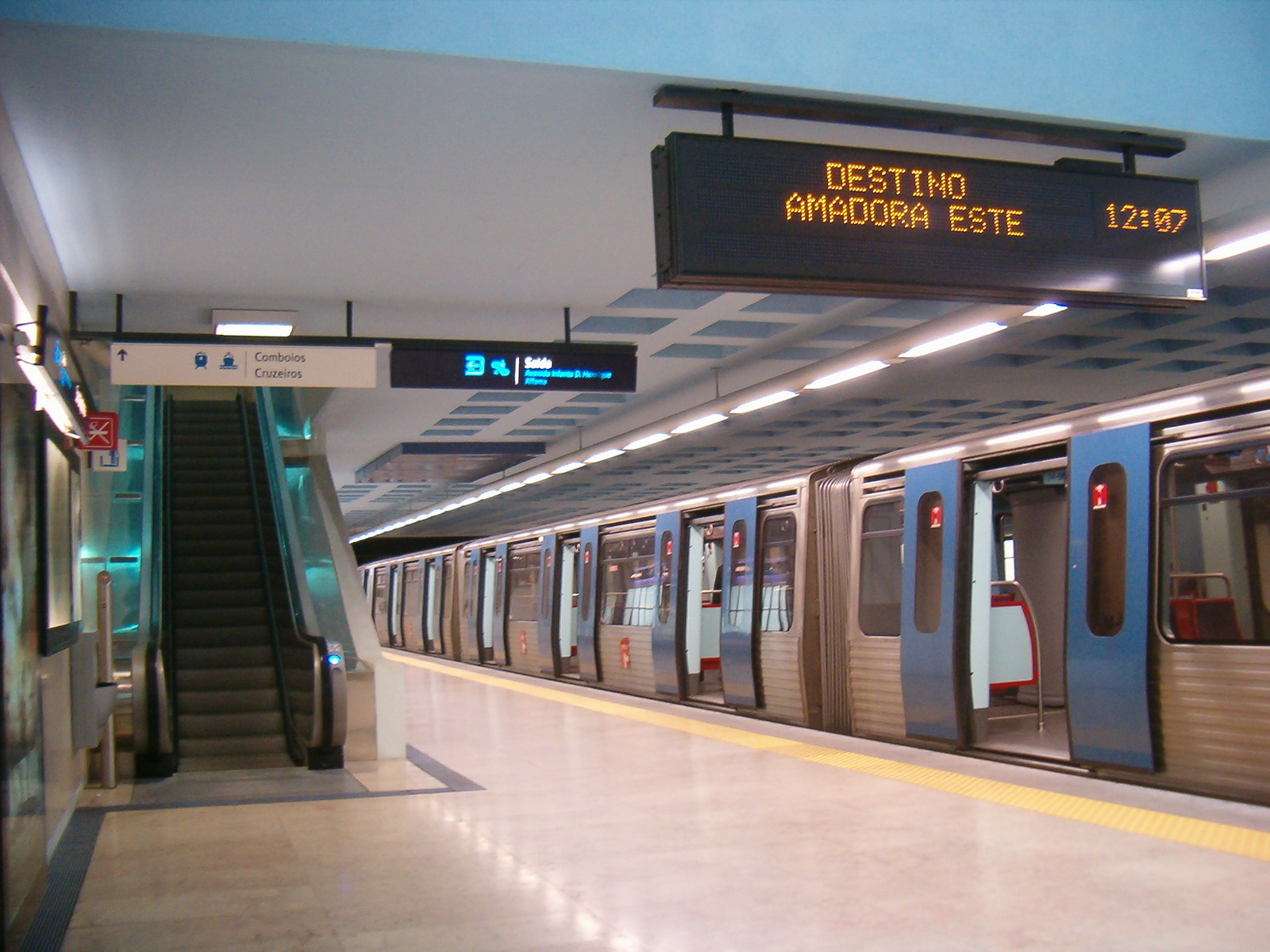
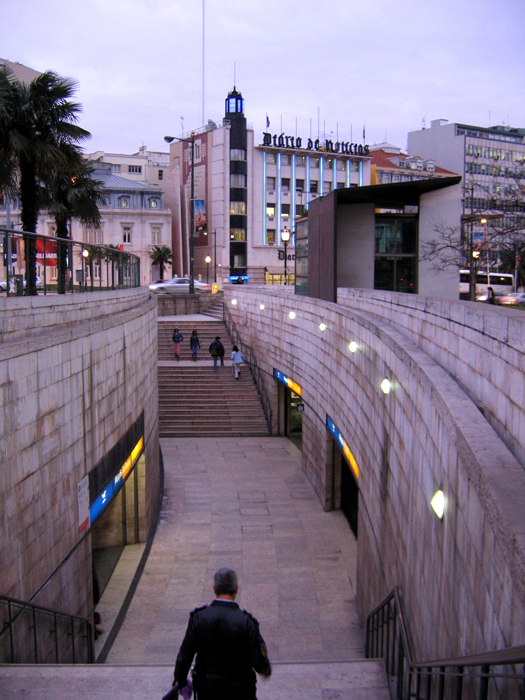